# Partia Respublika
Partia Respublika (kirg. Республика саясий партиясы) – kirgiska centrowa partia polityczna założona w 2010 roku przez Ömürbeka Babanowa. 
W następstwie wyborów parlamentarnych w Kirgistanie w 2010 roku partia otrzymała 23 mandaty w 120-osobowym parlamencie. W latach 2011–2012 przewodniczący ugrupowania Ömürbek Babanow pełnił funkcję premiera w koalicyjnym rządzie. 
W wyborach parlamentarnych w 2015 roku partia startowała w ramach koalicji "Respublika-Ata-Dżurt" uzyskując 28 miejsc w Dżogorku Kengesz.
Na nadzwyczajnym zjeździe partii 20 grudnia 2019 roku nowym liderem został wybrany jednogłośnie Mirlan Dżejenczorojew.